# 新製陸舟車
新製陸舟車（しんせいりくしゅうしゃ）あるいは陸舟奔車（りくしゅうほんしゃ）は、18世紀の日本・近江国で彦根藩藩士・平石久平次時光によって発明された三輪車である。世界最古の自転車であるという説がある。

## 解説
2003年5月開催の産業考古学会総会で、梶原利夫が「1728 - 1732年のわが国（日本）における自転車の発明」と題して報告した。
彦根藩藩士の平石久平次時光（ひらいし くへいじ ときみつ、1696年 - 1771年）が自著『新製陸舟奔車之記』（滋賀県彦根市立図書館所蔵）に記したもので、ペダル状及びハンドル状の機構を有して人力で走る三輪車であり、享保17年（1732年）実際に作成、走行に成功している。これは、ヨーロッパでの「自転車の発明」よりも遡り、世界で初めて自転車の概念を実現したものであるという。
この技術は、当時の一般的な路面状態の悪さや、幕府による地方の新技術発達を抑圧する政策などにより、久平次個人のものに留まったと考えられている。1980年代初めに中日本自動車短期大学の教授大須賀和美が、自動車技術の視点から「自動車前史」として発表したが、注目を集めなかった。
なお梶原の報告によれば、久平次が研究を開始したのは当時武蔵国児玉郡北堀村（現、埼玉県本庄市北堀）の農民が作り江戸で評判となった「陸船車」に触発されたためらしいが、その自走の仕組みまでは知らなかったようである。
新製陸舟車は2003年秋にテレビでも取り上げられ、史料を基に船大工の手で原寸大に復元され、東京都内の路上を走行した。この実験では傾斜20度の坂道を上り、その性能を実証した。ただし再現された新製陸舟車はデフォルメされた設計図を基にしているため、久平次が作成したとおりの形状かどうかは研究者に疑問視されている。『本庄市立歴史民俗資料館 資料館研究紀要第4号』で指摘があり、再検討されたデザインがある。
『新製陸舟奔車之記』には、北堀村の門弥が発明した陸船車の大まかな図が描かれている（実際に見た者の証言を元にした）。また、竹田式陸船車の仕組みが細かに描かれており、諸々のからくりを記した『拾珍御伽璣訓蒙鑑草（じゅうちん おとぎ からくり きんもう かがみくさ』(享保15年)を参考にした事が分かる。その上で前二者とは異なるクランクペダル式を考案して陸船車を改良し、新製陸舟車を発明した。
同番組の説明では、久平次は蕎麦を食べるために石臼を回していてクランク機構を閃いたという。新製陸舟車のクランクシャフトによるペダルの形式構造はヨーロッパの自転車とは異なる独自の形式だった。近代の三輪車は前方の一輪にペダルを設置したが、新製陸舟車は後ろの二輪の間にクランクを設置した。後輪駆動になる事で前輪にハンドルを備え、また陸船車より小型化している。
久平次の墓がある長松院には復元模型が展示されていたが、現在は彦根市立図書館が管理をしている。
2020年には彦根総合高等学校の生徒によりデフォルメされた車体が製作された。

## 平石久平次時光
学術に優れた人物とされる。探究心が強く、200石の奉行を勤める一方、毎夜、星を観測して精密な天文図『天文分理図』（彦根市立図書館所蔵）を描き、星の位置から彦根の緯度経度を算出した。生涯に376冊の著作があるとされる。番組では、新製陸舟車が広まらなかった理由を、質素倹約令の治世と1721年の「新規御法度」、つまり発明を禁じる令によって、幕府が各藩の新技術を抑え込み、財政秩序（あるいは格差）を保とうとした事によると説明している。

## テレビ番組による誤解
陸船車の性能記述を新製陸舟車のものと誤認するなど、両者の記述が混同される事もあるが、テレビ番組「ビートたけしの!こんなはずでは!!」で、陸船車の動力は不明と放送され、資料が残っていないという誤解が広まった事による。実際は久平次の手で大まかな図が残されている。ただ、上面の箱の内部と機構（足踏み式の歯車）は見ておらず、『拾珍御伽璣訓蒙鑑草』から竹田式の陸船車の方を参考に、ハンドルや自走の機構を改良した。